# Датун-Хуей-Туський автономний повіт
36°56′08″ пн. ш. 101°41′04″ сх. д. / 36.93553° пн. ш. 101.68446° сх. д.
Датун-Хуей-Туський автономний повіт (кит. 大通回族土族自治县, пін. Dàtōng Huízú Tŭzú Zìzhìxiàn) — один із повітів КНР у складі префектури Сінін, провінція Цинхай. Адміністративний центр — містечко Цяотоу.

## Географія
Датун-Хуей-Туський автономний повіт у середньому лежить на висоті понад 2440 метрів над рівнем моря у долині річки Бейчуань на південний захід від гір Дабан.

### Клімат
Повіт знаходиться у зоні, котра характеризується вологим континентальним кліматом з теплим літом. Найтепліший місяць — липень із середньою температурою 16,2 °C. Найхолодніший місяць — січень, із середньою температурою -8,4 °С.
| Клімат повіту Датун-Хуей-Ту                        | Клімат повіту Датун-Хуей-Ту | Клімат повіту Датун-Хуей-Ту | Клімат повіту Датун-Хуей-Ту | Клімат повіту Датун-Хуей-Ту | Клімат повіту Датун-Хуей-Ту | Клімат повіту Датун-Хуей-Ту | Клімат повіту Датун-Хуей-Ту | Клімат повіту Датун-Хуей-Ту | Клімат повіту Датун-Хуей-Ту | Клімат повіту Датун-Хуей-Ту | Клімат повіту Датун-Хуей-Ту | Клімат повіту Датун-Хуей-Ту | Клімат повіту Датун-Хуей-Ту |
| Показник                                           | Січ.                        | Лют.                        | Бер.                        | Квіт.                       | Трав.                       | Черв.                       | Лип.                        | Серп.                       | Вер.                        | Жовт.                       | Лист.                       | Груд.                       | Рік                         |
| Середній максимум, °C                              | 0,9                         | 4,8                         | 9,7                         | 15,2                        | 18,7                        | 21,4                        | 23,4                        | 22,5                        | 18,2                        | 13,1                        | 7,4                         | 2,2                         | 13,1                        |
| Середня температура, °C                            | −8,4                        | −4,1                        | 1,5                         | 7,2                         | 11,2                        | 14,2                        | 16,2                        | 15,3                        | 11,2                        | 5,6                         | −1                          | −6,9                        | 5,2                         |
| Середній мінімум, °C                               | −15,7                       | −11,3                       | −4,9                        | 0,3                         | 4,4                         | 7,8                         | 10,1                        | 9,8                         | 6,3                         | 0,4                         | −6,9                        | −13,8                       | −1,1                        |
| Норма опадів, мм                                   | 2.1                         | 2.1                         | 14.5                        | 33.1                        | 66.1                        | 86.1                        | 99.4                        | 115.1                       | 82.8                        | 28.5                        | 5                           | 1.4                         | 536.2                       |
| Вологість повітря, %                               | 51                          | 47                          | 48                          | 50                          | 56                          | 64                          | 69                          | 72                          | 74                          | 67                          | 60                          | 55                          | 59                          |
| -------------------------------------------------- | --------------------------- | --------------------------- | --------------------------- | --------------------------- | --------------------------- | --------------------------- | --------------------------- | --------------------------- | --------------------------- | --------------------------- | --------------------------- | --------------------------- | --------------------------- |
| Джерело: Дані метеостанції №52862 (КНР, 1991-2020) |                             |                             |                             |                             |                             |                             |                             |                             |                             |                             |                             |                             |                             |